# Flèche wallonne féminine 2006
Cet article concerne l'édition féminine de la Flèche wallonne. Pour la course masculine, voir Flèche wallonne 2006.
La 9e édition de la Flèche wallonne féminine a eu lieu le 19 avril 2006. Elle fait partie du calendrier de la Coupe du monde de cyclisme sur route féminine 2006. La course est remportée par la Britannique Nicole Cooke.

## Parcours
Le parcours, long de 106 km, comporte les cinq côtes suivantes :
| Num | Nom                | km   | Longueur (m) | Pente moyenne | km de l'arrivée |
| --- | ------------------ | ---- | ------------ | ------------- | --------------- |
| 1   | Côte de Pailhe     | 36,5 | 1 000        | 5,3 %         | 69,5            |
| 2   | Côte de Hautebisse | 58,5 | 2 700        | 3,9 %         | 47,5            |
| 3   | Côte de Bohissau   | 77   | 1 300        | 7,6 %         | 29              |
| 4   | Côte de Ahin       | 95   | 2 300        | 6,5 %         | 11              |
| 5   | Mur de Huy         | 106  | 1 300        | 9,3 %         | 0               |

## Équipes

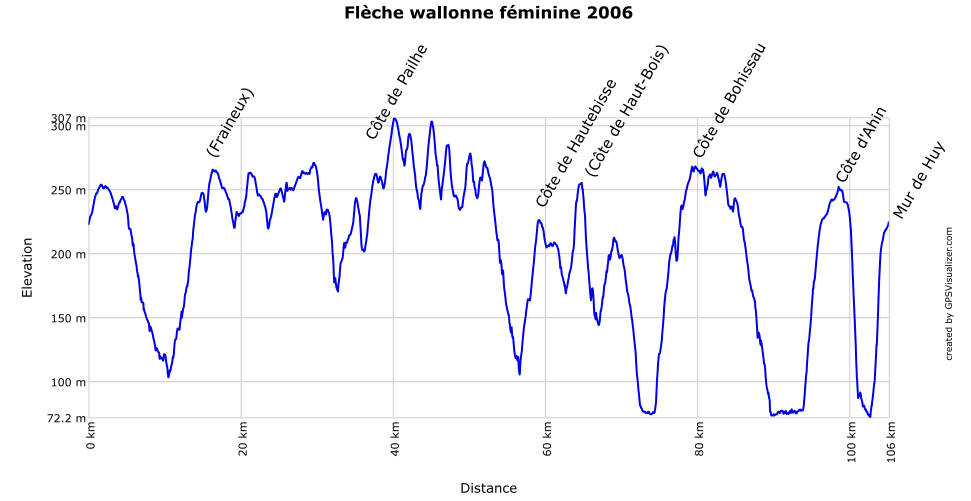
Profil de la course

| Équipes féminines professionnelles (17)- A.S. Team FRW - AA Drink-Cycling Team - Bianchi-Aliverti-Kookai - Bigla - Bizkaia-Panda Software-Durango - Buitenpoort-Flexpoint - ELK Haus Nö - Fenixs-Colnago - Lotto-Belisol Ladiesteam - Nobili Rubinetterie-Menikini - Equipe Nürnberger Versicherung - Safi-Pasta Zara Manhattan - T-Mobile - Top Girls Fassa Bortolo Raxy Line - Univega Pro Cycling Team - Vienne Futuroscope - Vlaanderen-Capri Sonne-T Interim Équipes nationales (8)- Allemagne - Belgique - Espagne - États-Unis - France - Lituanie - Nouvelle-Zélande - Pays-Bas |
| |

## Récit de la course
Marina Jaunatre est la première à attaquer sur la côte de Pailhe. Elle est reprise sept kilomètres plus loin. Olga Zabelinskaia attaque ensuite dans la descente de la côte de Hautebisse. Elle compte une avance de quarante secondes en haut de la côte de Bohissau. L'équipe Buitenpoort-Flexpoint mène la poursuite. La Russe est finalement reprise dans la côte de Ahin. Sur ses pentes, Nicole Cooke, Nicole Brändli, Zoulfia Zabirova et Oenone Wood accélèrent, mais ne parviennent pas à créer un écart. Un groupe de vingt-huit coureuses se présente au pied du mur de Huy. Dans le début de l'ascension, un duel Wood-Cooke se dessine. Toutefois la Galloise se défait facilement de l'Australienne dans les parties les plus pentues et s'impose. Judith Arndt est deuxième, Trixi Worrack troisième.

## Classement final
| \| Classement général \| Classement général \| Classement général \| Classement général \| Classement général \| \| Coureuse \| Coureuse \| Pays \| Équipe \| Temps \| \| ------------------ \| ------------------ \| ------------------ \| -------------------------------- \| ------------------ \| \| 1re \| Nicole Cooke[3] \| Royaume-Uni \| Univega Pro Cycling Team \| 2 h 55 min 03 s \| \| 2e \| Judith Arndt \| Allemagne \| T-Mobile \| + 2 s \| \| 3e \| Trixi Worrack \| Allemagne \| Equipe Nürnberger Versicherung \| + 3 s \| \| 4e \| Oenone Wood \| Australie \| Equipe Nürnberger Versicherung \| + 7 s \| \| 5e \| Amber Neben \| États-Unis \| Buitenpoort-Flexpoint \| + 9 s \| \| 6e \| Edita Pučinskaitė \| Lituanie \| Nobili Rubinetterie-Menikini \| + 9 s \| \| 7e \| Sofie Goor \| Belgique \| Vlaanderen-Capri Sonne-T Interim \| + 9 s \| \| 8e \| Nicole Brändli \| Suisse \| Bigla \| + 12 s \| \| 9e \| Noemi Cantele \| Italie \| Bigla \| + 18 s \| \| 10e \| An Van Rie \| Belgique \| Lotto-Belisol Ladiesteam \| + 20 s \| |                   |             |                                  |                 |
| |                   |             |                                  |                 |
| Source : Cycling Quotient |                   |             |                                  |                 |
| Classement général |                   |             |                                  |                 |
| Coureuse | Coureuse          | Pays        | Équipe                           | Temps           |
| 1re | Nicole Cooke      | Royaume-Uni | Univega Pro Cycling Team         | 2 h 55 min 03 s |
| 2e | Judith Arndt      | Allemagne   | T-Mobile                         | + 2 s           |
| 3e | Trixi Worrack     | Allemagne   | Equipe Nürnberger Versicherung   | + 3 s           |
| 4e | Oenone Wood       | Australie   | Equipe Nürnberger Versicherung   | + 7 s           |
| 5e | Amber Neben       | États-Unis  | Buitenpoort-Flexpoint            | + 9 s           |
| 6e | Edita Pučinskaitė | Lituanie    | Nobili Rubinetterie-Menikini     | + 9 s           |
| 7e | Sofie Goor        | Belgique    | Vlaanderen-Capri Sonne-T Interim | + 9 s           |
| 8e | Nicole Brändli    | Suisse      | Bigla                            | + 12 s          |
| 9e | Noemi Cantele     | Italie      | Bigla                            | + 18 s          |
| 10e | An Van Rie        | Belgique    | Lotto-Belisol Ladiesteam         | + 20 s          |

## Liste des participantes
| Univega Pro Cycling Team UPT | Univega Pro Cycling Team UPT | Univega Pro Cycling Team UPT |
| ---------------------------- | ---------------------------- | ---------------------------- |
| Num                          | Coureuse                     | Pos                          |
| 1                            | Nicole Cooke (GBR) (route)   | 1re                          |
| 2                            | Priska Doppmann (SUI)        | 26e                          |
| 3                            | Sarah Düster (GER)           | 54e                          |
| 6                            | Christiane Soeder (AUT)      | 12e                          |
| 7                            | Sarah Grab (SUI)             | 57e                          |
| 9                            | Karin Thürig (SUI)           | AB                           |

| Equipe Nürnberger Versicherung NUR | Equipe Nürnberger Versicherung NUR | Equipe Nürnberger Versicherung NUR |
| ---------------------------------- | ---------------------------------- | ---------------------------------- |
| Num                                | Coureuse                           | Pos                                |
| 11                                 | Oenone Wood (AUS)                  | 4e                                 |
| 12                                 | Claudia Häusler (GER)              | 27e                                |
| 13                                 | Eva Lutz (GER)                     | 28e                                |
| 14                                 | Regina Schleicher (GER) (route)    | 40e                                |
| 15                                 | Anke Wichmann (GER)                | 89e                                |
| 16                                 | Trixi Worrack (GER)                | 3e                                 |

| T-Mobile TMP | T-Mobile TMP              | T-Mobile TMP |
| ------------ | ------------------------- | ------------ |
| Num          | Coureuse                  | Pos          |
| 21           | Ina-Yoko Teutenberg (GER) | 41e          |
| 23           | Judith Arndt (GER)        | 2e           |
| 24           | Kimberly Baldwin (USA)    | 42e          |
| 26           | Amy Moore (CAN)           | 67e          |
| 27           | Christina Becker (GER)    | AB           |

| Buitenpoort-Flexpoint BFL | Buitenpoort-Flexpoint BFL       | Buitenpoort-Flexpoint BFL |
| ------------------------- | ------------------------------- | ------------------------- |
| Num                       | Coureuse                        | Pos                       |
| 31                        | Susanne Ljungskog (SWE) (route) | 17e                       |
| 32                        | Loes Gunnewijk (NED)            | 25e                       |
| 34                        | Mirjam Melchers (NED)           | 33e                       |
| 35                        | Amber Neben (USA)               | 5e                        |
| 36                        | Madeleine Sandig (GER)          | 60e                       |
| 39                        | Linda Villumsen (DEN)           | 51e                       |

| Nobili Rubinetterie-Menikini NMC | Nobili Rubinetterie-Menikini NMC | Nobili Rubinetterie-Menikini NMC |
| -------------------------------- | -------------------------------- | -------------------------------- |
| Num                              | Coureuse                         | Pos                              |
| 41                               | Miho Oki (JPN) (route)           | 24e                              |
| 42                               | Sigrid Corneo (ITA)              | 37e                              |
| 43                               | Olivia Gollan (AUS)              | 19e                              |
| 44                               | Edita Pučinskaitė (LTU)          | 6e                               |
| 46                               | Marta Vilajosana (ESP)           | 53e                              |
| 48                               | Evelyn García                    | 69e                              |

| Belgique BEL | Belgique BEL       | Belgique BEL |
| ------------ | ------------------ | ------------ |
| Num          | Coureuse           | Pos          |
| 51           | Veronique Belleter | HD           |
| 52           | Ine Beyen          | AB           |
| 53           | Catherine Delfosse | 73e          |
| 54           | Sjoukje Dufoer     | AB           |
| 55           | Kathleen Sterckx   | HD           |
| 56           | Karen Steurs       | HD           |

| AA Drink-Cycling Team AAD | AA Drink-Cycling Team AAD | AA Drink-Cycling Team AAD |
| ------------------------- | ------------------------- | ------------------------- |
| Num                       | Coureuse                  | Pos                       |
| 61                        | Sandra Missbach (GER)     | HD                        |
| 62                        | Natalie Bates (AUS)       | 43e                       |
| 63                        | Josephine Groenveld (NED) | 62e                       |
| 64                        | Theresa Senff (GER)       | 18e                       |
| 67                        | Marlijn Binnendijk (NED)  | HD                        |
| 68                        | Angela Hennig (GER)       | 30e                       |

| France FRA | France FRA                | France FRA |
| ---------- | ------------------------- | ---------- |
| Num        | Coureuse                  | Pos        |
| 71         | Alexandra Le Hénaff       | 55e        |
| 72         | Élisabeth Chevanne-Brunel | 52e        |
| 73         | Vicky Fournial            | HD         |
| 74         | Eugénie Mermillod         | HD         |
| 75         | Magali Mocquery           | AB         |
| 76         | Béatrice Thomas           | 85e        |

| A.S. Team FRW FRW | A.S. Team FRW FRW            | A.S. Team FRW FRW |
| ----------------- | ---------------------------- | ----------------- |
| Num               | Coureuse                     | Pos               |
| 83                | Indrė Janulevičiūtė (LTU)    | HD                |
| 84                | Kettj Manfrin (ITA)          | AB                |
| 85                | Nina Ovcharenko (UKR)        | 71e               |
| 87                | Laura Pisaneschi (ITA)       | AB                |
| 88                | Ombretta Ugolini (ITA)       | HD                |
| 89                | Modesta Vžesniauskaitė (LTU) | 13e               |

| ELK Haus Nö EHN | ELK Haus Nö EHN         | ELK Haus Nö EHN |
| --------------- | ----------------------- | --------------- |
| Num             | Coureuse                | Pos             |
| 91              | Annette Beutler (SUI)   | 15e             |
| 92              | Katharina Blum (GER)    | HD              |
| 93              | Bärbel Jungmeier (AUT)  | 48e             |
| 94              | Karin Ruso (AUT)        | AB              |
| 95              | Patricia Schwager (SUI) | 59e             |
| 97              | Helen Kelly (AUS)       | HD              |

| Allemagne GER | Allemagne GER     | Allemagne GER |
| ------------- | ----------------- | ------------- |
| Num           | Coureuse          | Pos           |
| 101           | Hanka Kupfernagel | 22e           |
| 102           | Sabine Fischer    | HD            |
| 103           | Bianca Knöpfle    | 79e           |
| 105           | Heike Schramm     | AB            |
| 106           | Claudia Stumpf    | 63e           |
| 109           | Marlen Jöhrend    | AB            |

| Bigla BCT | Bigla BCT                      | Bigla BCT |
| --------- | ------------------------------ | --------- |
| Num       | Coureuse                       | Pos       |
| 111       | Nicole Brändli (SUI)           | 8e        |
| 112       | Noemi Cantele (ITA)            | 9e        |
| 113       | Monika Furrer (SUI)            | HD        |
| 114       | Andrea Graus (AUT) (route)     | 81e       |
| 115       | Andrea Knecht (SUI)            | HD        |
| 116       | Zulfiya Zabirova (KAZ) (route) | 23e       |

| États-Unis USA | États-Unis USA  | États-Unis USA |
| -------------- | --------------- | -------------- |
| Num            | Coureuse        | Pos            |
| 121            | Tina Pic        | 34e            |
| 122            | Shannon Koch    | AB             |
| 123            | Rebecca Larson  | 76e            |
| 124            | Meredith Miller | HD             |
| 125            | Sarah Tillotson | 83e            |
| 126            | Sima Trapp      | AB             |

| Bianchi-Aliverti-Kookai ALI | Bianchi-Aliverti-Kookai ALI         | Bianchi-Aliverti-Kookai ALI |
| --------------------------- | ----------------------------------- | --------------------------- |
| Num                         | Coureuse                            | Pos                         |
| 131                         | Edwige Pitel (FRA)                  | 16e                         |
| 132                         | Mette Fischer Andreasen             | HD                          |
| 134                         | Lise Christensen                    | 66e                         |
| 135                         | Trine Hansen                        | 32e                         |
| 136                         | Volha Hayeva (BLR)                  | 64e                         |
| 137                         | Dorte Lohse Rasmussen (DEN) (route) | 21e                         |

| Pays-Bas NED | Pays-Bas NED        | Pays-Bas NED |
| ------------ | ------------------- | ------------ |
| Num          | Coureuse            | Pos          |
| 141          | Irene van den Broek | HD           |
| 142          | Sissy van Alebeek   | 84e          |
| 143          | Loes Markerink      | HD           |
| 144          | Iris Slappendel     | HD           |
| 145          | Bertine Spijkerman  | HD           |
| 146          | Marianne Vos        | 29e          |

| Bizkaia-Panda Software-Durango BPD | Bizkaia-Panda Software-Durango BPD | Bizkaia-Panda Software-Durango BPD |
| ---------------------------------- | ---------------------------------- | ---------------------------------- |
| Num                                | Coureuse                           | Pos                                |
| 151                                | Cristina Alcalde (ESP)             | 78e                                |
| 153                                | Emma Johansson (SWE)               | 68e                                |
| 154                                | Iosune Murillo Elkano (ESP)        | 80e                                |
| 155                                | Maitane Telletxea (ESP)            | AB                                 |
| 156                                | Naiara Telletxea (ESP)             | 86e                                |

| Espagne ESP | Espagne ESP           | Espagne ESP |
| ----------- | --------------------- | ----------- |
| Num         | Coureuse              | Pos         |
| 161         | Belén López           | 65e         |
| 162         | Auxiliadora Martin    | AB          |
| 164         | Alicia Palop          | AB          |
| 165         | Rosario Rodriguez     | 74e         |
| 166         | Anna Sanchis          | HD          |
| 167         | Silvia Tirado Márquez | AB          |

| Fenixs-Colnago FEN | Fenixs-Colnago FEN         | Fenixs-Colnago FEN |
| ------------------ | -------------------------- | ------------------ |
| Num                | Coureuse                   | Pos                |
| 171                | Svetlana Boubnenkova (RUS) | 31e                |
| 173                | Johanna Buick (NZL)        | HD                 |
| 174                | Eva Lechner (ITA)          | 58e                |
| 176                | Olga Zabelinskaïa (RUS)    | 39e                |
| 177                | Elena Eifler (GER)         | AB                 |
| 178                | Ilenia Lazzaro (ITA)       | AB                 |

| Lituanie LTU | Lituanie LTU        | Lituanie LTU |
| ------------ | ------------------- | ------------ |
| Num          | Coureuse            | Pos          |
| 181          | Agne Bagdonaviciutė | HD           |
| 182          | Urtė Juodvalkytė    | AB           |
| 184          | Irmante Lygnugaryte | HD           |
| 185          | Daiva Ragažinskienė | 47e          |
| 186          | Edita Ungurytė      | AB           |

| Lotto-Belisol Ladiesteam LBL | Lotto-Belisol Ladiesteam LBL | Lotto-Belisol Ladiesteam LBL |
| ---------------------------- | ---------------------------- | ---------------------------- |
| Num                          | Coureuse                     | Pos                          |
| 191                          | Kathy Watt (AUS)             | 44e                          |
| 192                          | Ludivine Henrion (BEL)       | 75e                          |
| 193                          | Kim Schoonbaert (BEL)        | HD                           |
| 194                          | Inge van den Broeck (BEL)    | 46e                          |
| 195                          | An Van Rie (BEL)             | 10e                          |
| 196                          | Grace Verbeke (BEL)          | 77e                          |

| Nouvelle-Zélande NZL | Nouvelle-Zélande NZL | Nouvelle-Zélande NZL |
| -------------------- | -------------------- | -------------------- |
| Num                  | Coureuse             | Pos                  |
| 201                  | Marina Duvnjak       | HD                   |
| 202                  | Rosara Joseph        | HD                   |
| 204                  | Amy Mosen            | AB                   |
| 205                  | Dale Tye             | HD                   |
| 206                  | Carissa Wilkes       | HD                   |

| Vlaanderen-Capri Sonne-T Interim VLL | Vlaanderen-Capri Sonne-T Interim VLL | Vlaanderen-Capri Sonne-T Interim VLL |
| ------------------------------------ | ------------------------------------ | ------------------------------------ |
| Num                                  | Coureuse                             | Pos                                  |
| 211                                  | Sharon Vandromme (BEL)               | 35e                                  |
| 212                                  | Sofie Goor (BEL)                     | 7e                                   |
| 213                                  | Cindy Pieters (BEL)                  | 20e                                  |
| 215                                  | Evy Van Damme (BEL)                  | 56e                                  |
| 216                                  | Miek Vyncke (BEL)                    | 36e                                  |
| 219                                  | Laure Werner (BEL)                   | 50e                                  |

| Top Girls Fassa Bortolo Raxy Line TOG | Top Girls Fassa Bortolo Raxy Line TOG | Top Girls Fassa Bortolo Raxy Line TOG |
| ------------------------------------- | ------------------------------------- | ------------------------------------- |
| Num                                   | Coureuse                              | Pos                                   |
| 221                                   | Fabiana Luperini (ITA)                | 11e                                   |
| 222                                   | Sabrina Bernardi (ITA)                | HD                                    |
| 223                                   | Leticia Gil (ESP)                     | AB                                    |
| 224                                   | Tatiana Guderzo (ITA)                 | 38e                                   |
| 225                                   | Eneritz Iturriaga (ESP)               | 88e                                   |
| 226                                   | Katia Longhin (ITA)                   | 87e                                   |

| Safi-Pasta Zara Manhattan SAF | Safi-Pasta Zara Manhattan SAF | Safi-Pasta Zara Manhattan SAF |
| ----------------------------- | ----------------------------- | ----------------------------- |
| Num                           | Coureuse                      | Pos                           |
| 231                           | Diana Žiliūtė (LTU)           | 14e                           |
| 232                           | Veronica Andrèasson (SWE)     | 61e                           |
| 233                           | Amy Hunt (GBR)                | 82e                           |
| 234                           | Miyoko Karami (JPN)           | 70e                           |
| 235                           | Silvia Parietti (ITA) (route) | 49e                           |
| 236                           | Luisa Tamanini (ITA)          | HD                            |

| Vienne Futuroscope FUT | Vienne Futuroscope FUT  | Vienne Futuroscope FUT |
| ---------------------- | ----------------------- | ---------------------- |
| Num                    | Coureuse                | Pos                    |
| 241                    | Marina Jaunâtre (FRA)   | 45e                    |
| 242                    | Sonia Bazire (FRA)      | AB                     |
| 243                    | Mélanie Bravard (FRA)   | HD                     |
| 244                    | Émilie Jeannot (FRA)    | AB                     |
| 245                    | Nathalie Jeuland (FRA)  | 72e                    |
| 246                    | Emmanuelle Merlot (FRA) | HD                     |

| Univega Pro Cycling Team UPT | Univega Pro Cycling Team UPT | Univega Pro Cycling Team UPT |
| ---------------------------- | ---------------------------- | ---------------------------- |
| Num                          | Coureuse                     | Pos                          |
| 1                            | Nicole Cooke (GBR) (route)   | 1re                          |
| 2                            | Priska Doppmann (SUI)        | 26e                          |
| 3                            | Sarah Düster (GER)           | 54e                          |
| 6                            | Christiane Soeder (AUT)      | 12e                          |
| 7                            | Sarah Grab (SUI)             | 57e                          |
| 9                            | Karin Thürig (SUI)           | AB                           |

| Equipe Nürnberger Versicherung NUR | Equipe Nürnberger Versicherung NUR | Equipe Nürnberger Versicherung NUR |
| ---------------------------------- | ---------------------------------- | ---------------------------------- |
| Num                                | Coureuse                           | Pos                                |
| 11                                 | Oenone Wood (AUS)                  | 4e                                 |
| 12                                 | Claudia Häusler (GER)              | 27e                                |
| 13                                 | Eva Lutz (GER)                     | 28e                                |
| 14                                 | Regina Schleicher (GER) (route)    | 40e                                |
| 15                                 | Anke Wichmann (GER)                | 89e                                |
| 16                                 | Trixi Worrack (GER)                | 3e                                 |

| T-Mobile TMP | T-Mobile TMP              | T-Mobile TMP |
| ------------ | ------------------------- | ------------ |
| Num          | Coureuse                  | Pos          |
| 21           | Ina-Yoko Teutenberg (GER) | 41e          |
| 23           | Judith Arndt (GER)        | 2e           |
| 24           | Kimberly Baldwin (USA)    | 42e          |
| 26           | Amy Moore (CAN)           | 67e          |
| 27           | Christina Becker (GER)    | AB           |

| Buitenpoort-Flexpoint BFL | Buitenpoort-Flexpoint BFL       | Buitenpoort-Flexpoint BFL |
| ------------------------- | ------------------------------- | ------------------------- |
| Num                       | Coureuse                        | Pos                       |
| 31                        | Susanne Ljungskog (SWE) (route) | 17e                       |
| 32                        | Loes Gunnewijk (NED)            | 25e                       |
| 34                        | Mirjam Melchers (NED)           | 33e                       |
| 35                        | Amber Neben (USA)               | 5e                        |
| 36                        | Madeleine Sandig (GER)          | 60e                       |
| 39                        | Linda Villumsen (DEN)           | 51e                       |

| Nobili Rubinetterie-Menikini NMC | Nobili Rubinetterie-Menikini NMC | Nobili Rubinetterie-Menikini NMC |
| -------------------------------- | -------------------------------- | -------------------------------- |
| Num                              | Coureuse                         | Pos                              |
| 41                               | Miho Oki (JPN) (route)           | 24e                              |
| 42                               | Sigrid Corneo (ITA)              | 37e                              |
| 43                               | Olivia Gollan (AUS)              | 19e                              |
| 44                               | Edita Pučinskaitė (LTU)          | 6e                               |
| 46                               | Marta Vilajosana (ESP)           | 53e                              |
| 48                               | Evelyn García                    | 69e                              |

| Belgique BEL | Belgique BEL       | Belgique BEL |
| ------------ | ------------------ | ------------ |
| Num          | Coureuse           | Pos          |
| 51           | Veronique Belleter | HD           |
| 52           | Ine Beyen          | AB           |
| 53           | Catherine Delfosse | 73e          |
| 54           | Sjoukje Dufoer     | AB           |
| 55           | Kathleen Sterckx   | HD           |
| 56           | Karen Steurs       | HD           |

| AA Drink-Cycling Team AAD | AA Drink-Cycling Team AAD | AA Drink-Cycling Team AAD |
| ------------------------- | ------------------------- | ------------------------- |
| Num                       | Coureuse                  | Pos                       |
| 61                        | Sandra Missbach (GER)     | HD                        |
| 62                        | Natalie Bates (AUS)       | 43e                       |
| 63                        | Josephine Groenveld (NED) | 62e                       |
| 64                        | Theresa Senff (GER)       | 18e                       |
| 67                        | Marlijn Binnendijk (NED)  | HD                        |
| 68                        | Angela Hennig (GER)       | 30e                       |

| France FRA | France FRA                | France FRA |
| ---------- | ------------------------- | ---------- |
| Num        | Coureuse                  | Pos        |
| 71         | Alexandra Le Hénaff       | 55e        |
| 72         | Élisabeth Chevanne-Brunel | 52e        |
| 73         | Vicky Fournial            | HD         |
| 74         | Eugénie Mermillod         | HD         |
| 75         | Magali Mocquery           | AB         |
| 76         | Béatrice Thomas           | 85e        |

| A.S. Team FRW FRW | A.S. Team FRW FRW            | A.S. Team FRW FRW |
| ----------------- | ---------------------------- | ----------------- |
| Num               | Coureuse                     | Pos               |
| 83                | Indrė Janulevičiūtė (LTU)    | HD                |
| 84                | Kettj Manfrin (ITA)          | AB                |
| 85                | Nina Ovcharenko (UKR)        | 71e               |
| 87                | Laura Pisaneschi (ITA)       | AB                |
| 88                | Ombretta Ugolini (ITA)       | HD                |
| 89                | Modesta Vžesniauskaitė (LTU) | 13e               |

| ELK Haus Nö EHN | ELK Haus Nö EHN         | ELK Haus Nö EHN |
| --------------- | ----------------------- | --------------- |
| Num             | Coureuse                | Pos             |
| 91              | Annette Beutler (SUI)   | 15e             |
| 92              | Katharina Blum (GER)    | HD              |
| 93              | Bärbel Jungmeier (AUT)  | 48e             |
| 94              | Karin Ruso (AUT)        | AB              |
| 95              | Patricia Schwager (SUI) | 59e             |
| 97              | Helen Kelly (AUS)       | HD              |

| Allemagne GER | Allemagne GER     | Allemagne GER |
| ------------- | ----------------- | ------------- |
| Num           | Coureuse          | Pos           |
| 101           | Hanka Kupfernagel | 22e           |
| 102           | Sabine Fischer    | HD            |
| 103           | Bianca Knöpfle    | 79e           |
| 105           | Heike Schramm     | AB            |
| 106           | Claudia Stumpf    | 63e           |
| 109           | Marlen Jöhrend    | AB            |

| Bigla BCT | Bigla BCT                      | Bigla BCT |
| --------- | ------------------------------ | --------- |
| Num       | Coureuse                       | Pos       |
| 111       | Nicole Brändli (SUI)           | 8e        |
| 112       | Noemi Cantele (ITA)            | 9e        |
| 113       | Monika Furrer (SUI)            | HD        |
| 114       | Andrea Graus (AUT) (route)     | 81e       |
| 115       | Andrea Knecht (SUI)            | HD        |
| 116       | Zulfiya Zabirova (KAZ) (route) | 23e       |

| États-Unis USA | États-Unis USA  | États-Unis USA |
| -------------- | --------------- | -------------- |
| Num            | Coureuse        | Pos            |
| 121            | Tina Pic        | 34e            |
| 122            | Shannon Koch    | AB             |
| 123            | Rebecca Larson  | 76e            |
| 124            | Meredith Miller | HD             |
| 125            | Sarah Tillotson | 83e            |
| 126            | Sima Trapp      | AB             |

| Bianchi-Aliverti-Kookai ALI | Bianchi-Aliverti-Kookai ALI         | Bianchi-Aliverti-Kookai ALI |
| --------------------------- | ----------------------------------- | --------------------------- |
| Num                         | Coureuse                            | Pos                         |
| 131                         | Edwige Pitel (FRA)                  | 16e                         |
| 132                         | Mette Fischer Andreasen             | HD                          |
| 134                         | Lise Christensen                    | 66e                         |
| 135                         | Trine Hansen                        | 32e                         |
| 136                         | Volha Hayeva (BLR)                  | 64e                         |
| 137                         | Dorte Lohse Rasmussen (DEN) (route) | 21e                         |

| Pays-Bas NED | Pays-Bas NED        | Pays-Bas NED |
| ------------ | ------------------- | ------------ |
| Num          | Coureuse            | Pos          |
| 141          | Irene van den Broek | HD           |
| 142          | Sissy van Alebeek   | 84e          |
| 143          | Loes Markerink      | HD           |
| 144          | Iris Slappendel     | HD           |
| 145          | Bertine Spijkerman  | HD           |
| 146          | Marianne Vos        | 29e          |

| Bizkaia-Panda Software-Durango BPD | Bizkaia-Panda Software-Durango BPD | Bizkaia-Panda Software-Durango BPD |
| ---------------------------------- | ---------------------------------- | ---------------------------------- |
| Num                                | Coureuse                           | Pos                                |
| 151                                | Cristina Alcalde (ESP)             | 78e                                |
| 153                                | Emma Johansson (SWE)               | 68e                                |
| 154                                | Iosune Murillo Elkano (ESP)        | 80e                                |
| 155                                | Maitane Telletxea (ESP)            | AB                                 |
| 156                                | Naiara Telletxea (ESP)             | 86e                                |

| Espagne ESP | Espagne ESP           | Espagne ESP |
| ----------- | --------------------- | ----------- |
| Num         | Coureuse              | Pos         |
| 161         | Belén López           | 65e         |
| 162         | Auxiliadora Martin    | AB          |
| 164         | Alicia Palop          | AB          |
| 165         | Rosario Rodriguez     | 74e         |
| 166         | Anna Sanchis          | HD          |
| 167         | Silvia Tirado Márquez | AB          |

| Fenixs-Colnago FEN | Fenixs-Colnago FEN         | Fenixs-Colnago FEN |
| ------------------ | -------------------------- | ------------------ |
| Num                | Coureuse                   | Pos                |
| 171                | Svetlana Boubnenkova (RUS) | 31e                |
| 173                | Johanna Buick (NZL)        | HD                 |
| 174                | Eva Lechner (ITA)          | 58e                |
| 176                | Olga Zabelinskaïa (RUS)    | 39e                |
| 177                | Elena Eifler (GER)         | AB                 |
| 178                | Ilenia Lazzaro (ITA)       | AB                 |

| Lituanie LTU | Lituanie LTU        | Lituanie LTU |
| ------------ | ------------------- | ------------ |
| Num          | Coureuse            | Pos          |
| 181          | Agne Bagdonaviciutė | HD           |
| 182          | Urtė Juodvalkytė    | AB           |
| 184          | Irmante Lygnugaryte | HD           |
| 185          | Daiva Ragažinskienė | 47e          |
| 186          | Edita Ungurytė      | AB           |

| Lotto-Belisol Ladiesteam LBL | Lotto-Belisol Ladiesteam LBL | Lotto-Belisol Ladiesteam LBL |
| ---------------------------- | ---------------------------- | ---------------------------- |
| Num                          | Coureuse                     | Pos                          |
| 191                          | Kathy Watt (AUS)             | 44e                          |
| 192                          | Ludivine Henrion (BEL)       | 75e                          |
| 193                          | Kim Schoonbaert (BEL)        | HD                           |
| 194                          | Inge van den Broeck (BEL)    | 46e                          |
| 195                          | An Van Rie (BEL)             | 10e                          |
| 196                          | Grace Verbeke (BEL)          | 77e                          |

| Nouvelle-Zélande NZL | Nouvelle-Zélande NZL | Nouvelle-Zélande NZL |
| -------------------- | -------------------- | -------------------- |
| Num                  | Coureuse             | Pos                  |
| 201                  | Marina Duvnjak       | HD                   |
| 202                  | Rosara Joseph        | HD                   |
| 204                  | Amy Mosen            | AB                   |
| 205                  | Dale Tye             | HD                   |
| 206                  | Carissa Wilkes       | HD                   |

| Vlaanderen-Capri Sonne-T Interim VLL | Vlaanderen-Capri Sonne-T Interim VLL | Vlaanderen-Capri Sonne-T Interim VLL |
| ------------------------------------ | ------------------------------------ | ------------------------------------ |
| Num                                  | Coureuse                             | Pos                                  |
| 211                                  | Sharon Vandromme (BEL)               | 35e                                  |
| 212                                  | Sofie Goor (BEL)                     | 7e                                   |
| 213                                  | Cindy Pieters (BEL)                  | 20e                                  |
| 215                                  | Evy Van Damme (BEL)                  | 56e                                  |
| 216                                  | Miek Vyncke (BEL)                    | 36e                                  |
| 219                                  | Laure Werner (BEL)                   | 50e                                  |

| Top Girls Fassa Bortolo Raxy Line TOG | Top Girls Fassa Bortolo Raxy Line TOG | Top Girls Fassa Bortolo Raxy Line TOG |
| ------------------------------------- | ------------------------------------- | ------------------------------------- |
| Num                                   | Coureuse                              | Pos                                   |
| 221                                   | Fabiana Luperini (ITA)                | 11e                                   |
| 222                                   | Sabrina Bernardi (ITA)                | HD                                    |
| 223                                   | Leticia Gil (ESP)                     | AB                                    |
| 224                                   | Tatiana Guderzo (ITA)                 | 38e                                   |
| 225                                   | Eneritz Iturriaga (ESP)               | 88e                                   |
| 226                                   | Katia Longhin (ITA)                   | 87e                                   |

| Safi-Pasta Zara Manhattan SAF | Safi-Pasta Zara Manhattan SAF | Safi-Pasta Zara Manhattan SAF |
| ----------------------------- | ----------------------------- | ----------------------------- |
| Num                           | Coureuse                      | Pos                           |
| 231                           | Diana Žiliūtė (LTU)           | 14e                           |
| 232                           | Veronica Andrèasson (SWE)     | 61e                           |
| 233                           | Amy Hunt (GBR)                | 82e                           |
| 234                           | Miyoko Karami (JPN)           | 70e                           |
| 235                           | Silvia Parietti (ITA) (route) | 49e                           |
| 236                           | Luisa Tamanini (ITA)          | HD                            |

| Vienne Futuroscope FUT | Vienne Futuroscope FUT  | Vienne Futuroscope FUT |
| ---------------------- | ----------------------- | ---------------------- |
| Num                    | Coureuse                | Pos                    |
| 241                    | Marina Jaunâtre (FRA)   | 45e                    |
| 242                    | Sonia Bazire (FRA)      | AB                     |
| 243                    | Mélanie Bravard (FRA)   | HD                     |
| 244                    | Émilie Jeannot (FRA)    | AB                     |
| 245                    | Nathalie Jeuland (FRA)  | 72e                    |
| 246                    | Emmanuelle Merlot (FRA) | HD                     |

Source.